# Scleromnium
Scleromnium là một chi rêu trong họ Echinodiaceae.